# 虚像

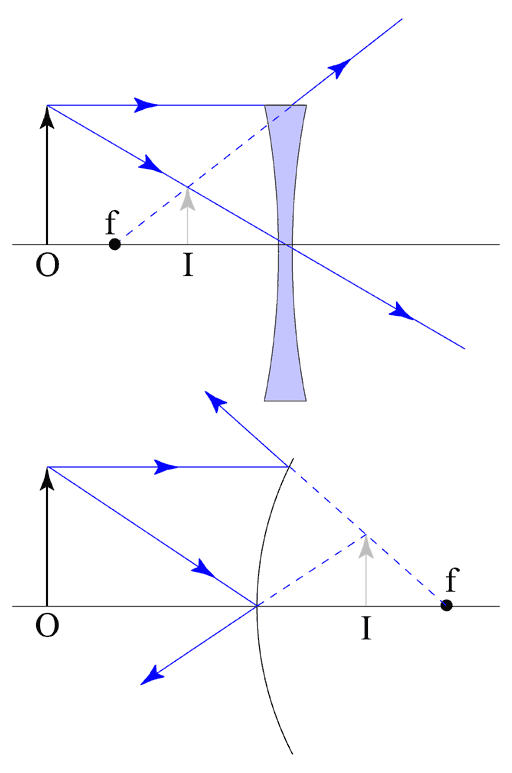
上: 凹レンズによってできた虚像。下: 凸面鏡によってできた虚像である。どちらの図においても f が焦点、 O が物体、そして I が虚像である。 また青い矢印で書かれているのが光の道筋である。

虚像（きょぞう、英: virtual image）とは、レンズや鏡で屈折、反射された光線が実際には像に集まらないが、光線を逆向きに延長すると集まって一種の像を作ることをいう。光線はまるで虚像から発するように見える。レンズによる正立像や、平面鏡の作る鏡像は虚像である。
転じて、第三者によってつくられた実際とは異なる姿も指す。